# Szélnyírás
A szélnyírás egy olyan időjárási fogalom, amit elsősorban a repülésben használnak. Leggyakrabban zivataroknál, illetve komolyabb viharoknál (leginkább a zivatarfelhők közelében) jelenik meg.
A szélnyírás lehet függőleges vagy vízszintes.

## Vízszintes irányú
Vízszintes szélnyírás esetén a szél iránya rendkívül gyorsan (akár másodpercről másodpercre) változik, miközben a nagy sebessége megmarad vagy kissé módosul. Tehát az egyik pillanatban még például 180°-ról 50 km/h sebességgel fúj a szél, de a másikban már 300°-ról 60 km/h sebességgel.

## Függőleges irányú
Függőleges szélnyírás esetén a lefelé áramló légtömeg sebességétől függően különböző irányokban és szögekben hagyja el a területet. Azok a légtömegek, melyek nem képesek elhagyni a területet, a felszínhez csapódnak, és átalakulnak vízszintesen mozgó légtömegekké. Itt a szél sebessége az, ami drasztikusan változik pillanatról pillanatra, míg az iránya a talajjal általában merőlegest zár be. Az érdekessége, hogy csak egy bizonyos helyen (mondhatni ponton) jelentkezik, így különösen nagy veszélyt jelent a repülőgépek számára.
A szembeszél lelassítja a repülőgépet és plusz felhajtóerőt termel, így a gép (a termelt erőtől függően) emelkedésbe kezd. Ezt a pilótáknak kompenzálniuk kell, hogy visszatérjenek az eredeti útvonalra. Azonban a hirtelen jelentkező hátszél miatt a felhajtóerő jelentősen lecsökken, így a légmozgás a földhöz vághatja a repülőgépet.
Amennyiben a függőleges irányú légtömeg sebessége, iránya és mennyisége elér egy kritikus szintet, átalakul konvektív leáramlássá, amivel kezdetét veszi egy tornádó kialakulása.